# Cheironitis scabrosus
Cheironitis scabrosus là một loài bọ cánh cứng trong họ Bọ hung (Scarabaeidae).